# Maidan Garhi
Maidan Garhi es una ciudad censal situada en el distrito de Delhi sur,  en el territorio de la capital nacional,  Delhi (India). Su población es de 11111 habitantes (2011). 

## Demografía
Según el censo de 2011 la población de Maidan Garhi era de 11111 habitantes, de los cuales 5915 eran hombres y 5196 eran mujeres. Maidan Garhi tiene una tasa media de alfabetización del 86,26%, superior a la media estatal del 86,21%: la alfabetización masculina es del 91,92%, y la alfabetización femenina del 79,76%.